# Смендес
Смендес (греческая форма египетского имени Несубанебдед) — первый фараон Египта XXI династии, правивший на протяжении 26 лет в Танисе, начиная примерно с 1070 года до н. э.
С него начинается Третий переходный период — период упадка египетской цивилизации после её возвышения в период Нового царства.
Провозгласил себя фараоном ещё при жизни последнего Рамессида из XX династии — Рамсеса XI. Уроженец Дельты, Смендес при Рамессидах занимал здесь высокие административные посты. Видимо, он легитимизировал своё восхождение на престол женитьбой на царице Тентамон, состоявшей в родственной связи с предыдущей династией. Сначала правил параллельно с Херихором, верховным жрецом Амона-Ра в Фивах, также прибравшим к рукам фактически царскую власть. Однако после смерти Херихора Смендес объединил Египет под своей властью, о чём свидетельствует реставрация им обвалившейся стены храма Тутмоса III в Луксоре.
Имя Смендеса фигурирует в одном из известнейших ныне древнеегипетских литературных произведений, известном как «Путешествия Уну-Амона» и хранящимся в Московском Музее изобразительных искусств имени А. С. Пушкина. Главный герой произведения, Уну-Амон, был отправлен в Библ за ливанским кедром по приказу Херихора ещё при живом Рамсесе XI, но из текста явно следует, что Нижний Египет не подчинялся его власти, а Смендес пользовался царским статусом. Как свидетельствует всё тот же папирус с историей Уну-Амона, Смендес и Херихор, несмотря на их претензии на всемирное могущество и власть над азиатскими владениями Египта, полностью отказались от реальных притязаний на возвращении Сирии и Палестины, которые постепенно восстанавливают собственную традицию государственности и одновременно включаются в сферу ассирийской экспансии.
Преемником Смендеса были Аменемнису (Неферкара), о существовании которого научная общественность узнала лишь в 1940, и Псебханен I (Псусеннес I). Смендес был похоронен в Танисе, что подтверждается деталями обнаруженного там похоронного снаряжения фараона.
По Манефону (в выдержках Секста Африкана и Евсевия Кесарийского) Смендес правил 26 лет.